# NGC 4790
NGC 4790 (również PGC 43972) – galaktyka spiralna z poprzeczką (SBc), znajdująca się w gwiazdozbiorze Panny. Odkrył ją William Herschel 25 marca 1786 roku.
W galaktyce tej zaobserwowano supernową SN 2012au.